# Abadox
Abadox (アバドックス?) es un videojuego para NES, subtitulado The Deadly Inner War.  En este, el jugador (como "Segundo Teniente Nazal") batallas a un organismo alienígena llamado Parasitis que se tragó y digirió a todo el planeta "Abadox", y asumió su forma. El protagonista debe volar el cuerpo del extraterrestre en un intento de rescatar a la tragada princesa María.

## Jugabilidad
El juego sigue en gran parte los convenios de los videojuegos del tipo Matamarcianos de desplazamiento lateral de la época. El jugador dispara a enemigos, muere al ser golpeado una vez y adquiere power-ups, por ejemplo más armas poderosas y power-ups de velocidad. 
El juego alterna entre los niveles de desplazamiento horizontal y vertical. Los niveles de desplazamiento vertical tienen un inusual giro; en lugar de desplazarse en la pantalla, los niveles se agotan en una manera descendente con el personaje del jugador mirando hacia abajo.